# هارولد فورث
هارولد فورث (آلمانی: Harold Furth؛ زاده ۱۳ ژانویه ۱۹۳۰ درگذشته ۲۱ فوریه ۲۰۰۲) یک فیزیک‌دان، و ستاره‌شناس اهل ایالات متحده آمریکا بود.